# Église Saint-Pierre de Barbonval
L'église Saint-Pierre est une église située à Les Septvallons, en France, dans la localité de Barbonval.

## Localisation
L'église est située sur la commune de Les Septvallons, dans le département de l'Aisne.

## Historique
Construit pour l'essentiel au XIIème siècle, le monument est classé au titre des monuments historiques en 1922.